# Николаевское городское поселение (Еврейская автономная область)
Николаевское городско́е поселе́ние — муниципальное образование в Смидовичском районе Еврейской автономной области Российской Федерации.
Административный центр — пгт Николаевка.

## История
Статус и границы городского поселения установлены Законом Еврейской автономной области от 26 ноября 2003 года № 228-ОЗ «О статусе и границе Смидовичского муниципального района»

## Население
| 2010  | 2011  | 2012  | 2013  | 2014  | 2015  | 2016  |
| ----- | ----- | ----- | ----- | ----- | ----- | ----- |
| 8832  | ↘8788 | ↘8558 | ↘8364 | ↘8125 | ↘7904 | ↘7687 |
| 2017  | 2018  | 2019  | 2020  | 2021  | 2023  |       |
| ↘7460 | ↘7305 | ↘7177 | ↗7203 | ↘6835 | ↘6739 |       |

## Состав городского поселения
| № | Населённый пункт | Тип населённого пункта      | Население |
| - | ---------------- | --------------------------- | --------- |
| 1 | Дежнёвка         | село                        | ↗46       |
| 2 | Ключевое         | село                        | ↗874      |
| 3 | Николаевка       | пгт, административный центр | ↘6196     |